# نشوة جنسية مزيفة

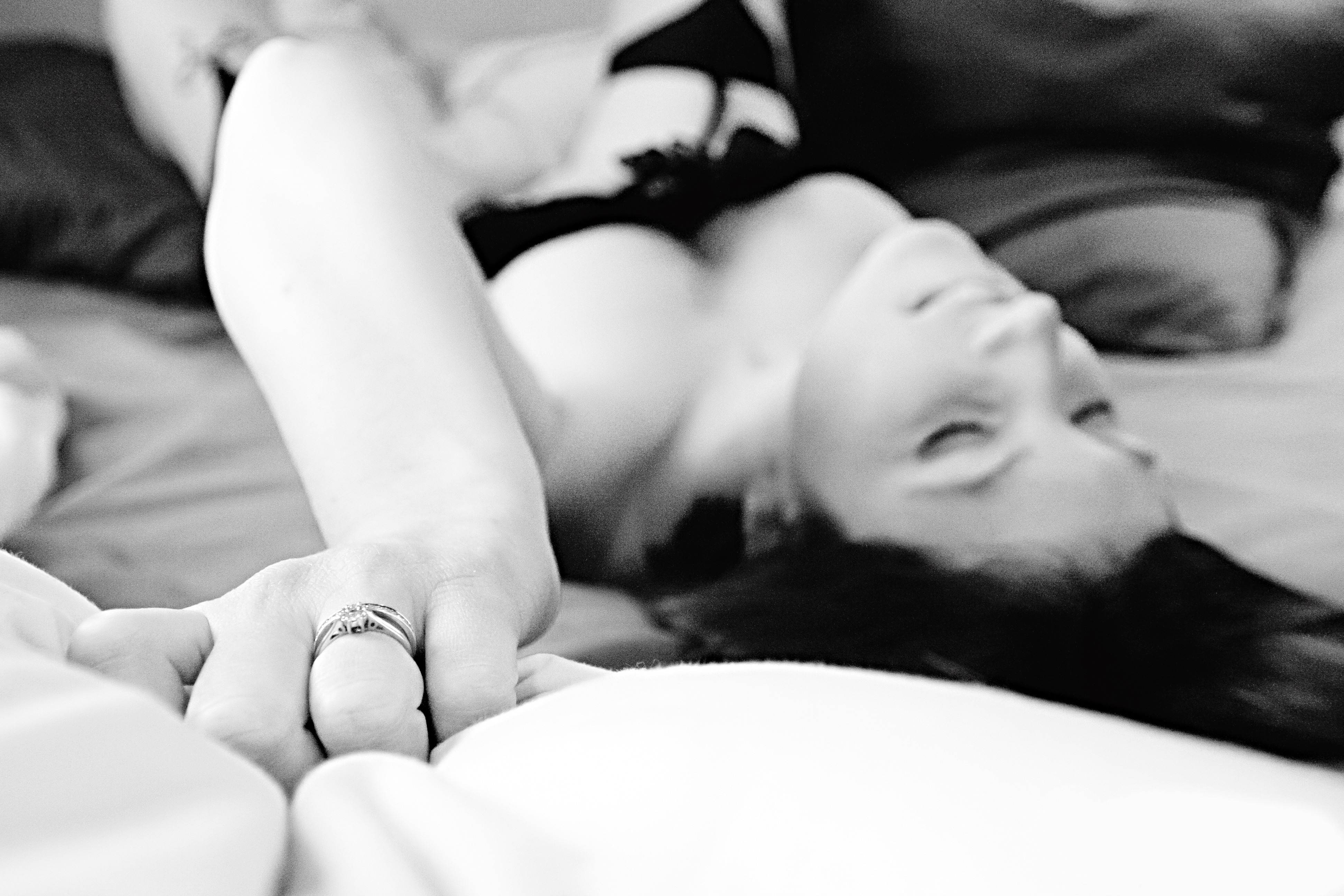
صورة تعبيريّة للنّشوة الجنسيّة

تحدث النّشوة الجنسيّة المزيّفة (بالإنجليزيّة: Faking Orgasm) عندما يتظاهر شخص بالنّشوة الجنسيّة دون اختبارها بشكل حقيقيّ.
تتضمّن النّشوة الجنسيّة المزيّفة غالبًا تزييف أو تمثيل تصرّفات مرتبطة عادةً بالنشوة الجنسية، مثل حركات الجسد والأصوات وتعاقب من التّكثيف يتبعها راحة ظاهريّة، يمكن أن تتضمّن أيضًا إعطاء دلالات لفظيّة أنّ النّشوة الجنسيّة حدثت.

## الاختلافات الجندريّة
تُزيّف النّساء النّشوة الجنسيّة أكثر من الرّجال عادةً، إذ وجدَ مسحٌ استقصائيّ أنّ 26% من النّساء تُزيّفن النّشوة الجنسيّة في كلّ مرّة يمارسن فيها الجنس.
وجدت دراسات أخرى أنّه ما بين 25 إلى 74% من النّساء اعترفن أنّهن زيّفن نشوةً جنسيّة في مرحلةٍ ما من حياتهن، وهناك أكثر من 25% من النّساء قالوا باستمرار أنّهم اختبروا نشوة جنسيّة خلال الممارسة الجنسيّة.
تميل النّساء للوصول إلى النّشوة خلال الممارسة الجنسيّة بصعوبة أكثر من الرّجال؛ لأنّ معظم النّساء تحتجن إلى التّحفيز البظريّ المباشر لتحقيق النّشوة، ولا توفّر كلّ الوضعيّات الجنسيّة إمكانيّة الوصول إلى البظر، ما يجعل الوصول للنّشوة الجنسيّة للنّساء أصعب من الرّجال! بالنّسبة للنّساء في العلاقات الجنسيّة الغيريّة، يُمكِن أن يعتمد تزوير النّشوة الجنسيّة على مراعاة الرّجل والحاجة لموافقته ومشاعر العار أو عدم الكفاءة الجنسيّة.
أظهرت إحصائيّة عشوائيّة أُجريَت عبر الهاتف على 1501 أمريكيّاً أنّ 48% من النّساء و11% من الرّجال يزيّفون النّشوة الجنسيّة، يصبح تزييف النّشوة الجنسيّة عند الرّجال أسهل عند استخدام الواقيات، إذ ترافق النّشوة الجنسيّة القذف عادةً عند الرّجال.

## عوامل أخرى

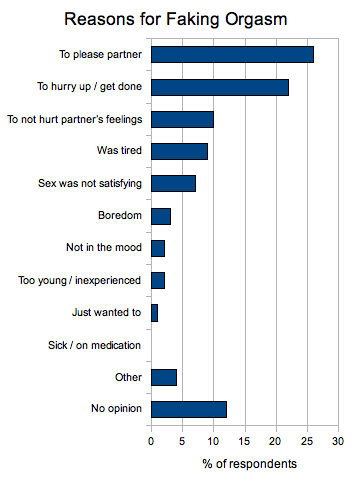
مُخطّط بياني يوضّح أسباب النّشوة الجنسيّة المزيّفة بحسب استطلاع رأي

لا يتمّ الوصول إلى النّشوة الجنسيّة دائمًا بسهولة خلال النّشاط الجنسيّ، بالنّسبة للجنسين، فإنّ ظرف كون الشّخص غير قادر على الوصول إلى النّشوة خلال الجنس يُعرف بفقد الإرجاز؛ يمكن أن تسبّبه عدّة عوامل، بما في ذلك عوامل في حياة الشّخص، مثل: التّوتّر أو القلق أو الاكتئاب أو التّعب، إضافة لعوامل مرتبطة بالجنس نفسه، بما في ذلك: التّردّد والذّنب والخوف من الممارسة المؤذية والخوف من الحمل وعدم الرّغبة بالشّريك بل وعدم الرّغبة بالمحيط، كما يمكن أن يسبّبها أيضًا استخدام المخدّرات، بما في ذلك الكحول وموادّ أخرى أو قد تنجم عن آثار جانبيّة من الأدوية الموصوفة.
يمكن أن يزيّف البشر النّشوة الجنسيّة لعدّة أسباب؛ على سبيل المثال عندما يريد شريكهم أن يصلوا للنّشوة الجنسيّة لكنّهم غير قادرين، أو عندما يرغبون بوقف ممارسة الجنس ولكنّهم غير مرتاحين ليخبروا شريكهم مباشرةً، متجنّبين عواقبًا سلبيّة، أو من أجل إسعاد الشّريك!

أن تزيّف النّساء النّشوة الجنسيّة، في العام الثّاني بعد الميلاد، كان أمرًا مرشّحًا من قبل الشّاعر الرّوماني أوفيد في كتابه فنّ الحبّ:
«إذاً يا أعزّائي، اشعروا بالمتعة في داخل عظامكم، شاركوها بإنصاف مع حبيبكم، قولوا أشياءً ممتعة وبذيئة خلال ذلك، وإذا حجبت عنكم الطّبيعة إحساس المتعة، علّموا شفهاكم أن تكذب وقولوا أنّكم تشعرون بها، إنّ المرأة الّتي لا تشعر بإثارة الإجابة هي امرأة تعيسة، ولكن إذا كان عليكم التّمثيل، لا تخونوا أنفسكم من خلال التّمثيل الزّائد، دعوا حركاتكم وعيونكم تجتمع لتخدعنا، وسيكمل اللّهاث والتّوق السِّحر».
يُمكن للبشر تزييف النّشوة الجنسيّة لأغراض الاستعراض والتّقديم، كما يحدث في الجنس عبر الهاتف أو في الأعمال الإباحيّة.

## المراجِع
1. ↑  "Men Fake Orgasms HOW Often?". Huffington Post. 29 يوليو 2012. مؤرشف من الأصل في 2017-09-14.
2. ↑  Kalman، H. (2013). "Faking orgasms and the idea of successful sexuality" (PDF). Janus Head. ج. 13 ع. 1: 97–118. مؤرشف من الأصل (PDF) في 2019-09-26.
3. ↑  Hite, Shere (2004). The Hite Report: A Nationwide Study of Female Sexuality (بالإنجليزية). Seven Stories Press. ISBN:9781583225691. Archived from the original on 2015-11-29.
4. ↑  Mialon, Hugo M. (2012). "The Economics of Faking Ecstasy". Economic Inquiry (بالإنجليزية). 50 (1): 277–285. DOI:10.1111/j.1465-7295.2011.00379.x. ISSN:1465-7295. PMID:22329055.
5. ↑  "How to Boost a Woman's Chance of Orgasm During Intercourse". Psychology Today. مؤرشف من الأصل في 2023-04-01. اطلع عليه بتاريخ 2016-03-12.
6. ↑  Rosenthal، Martha (2012). Human Sexuality: From Cells to Society. Cengage Learning. ص. 134–135. ISBN:978-0618755714. مؤرشف من الأصل في 2020-09-17. اطلع عليه بتاريخ 2014-01-25.
7. ↑  Kammerer-Doak، Dorothy؛ Rogers، Rebecca G. (يونيو 2008). "Female Sexual Function and Dysfunction". Obstetrics and Gynecology Clinics of North America. ج. 35 ع. 2: 169–183. DOI:10.1016/j.ogc.2008.03.006. PMID:18486835. Most women report the inability to achieve orgasm with vaginal intercourse and require direct clitoral stimulation ... About 20% have coital climaxes...
8. ↑   Person, E.S. (1983). "Women in Therapy: Therapist Gender as a Variable." Int. R. Psycho-Anal., 10:193-204. نسخة محفوظة 22 أكتوبر 2020 على موقع واي باك مشين.
9. ↑  Sohn, A. (16 فبراير 2004). "Snow Job". New York Magazine. مؤرشف من الأصل في 2020-08-08.
10. ↑  "The American Sex Survey" (PDF). ABC News. 2004. مؤرشف من الأصل (PDF) في 2020-10-22.
11. ↑  "Anorgasmia". MedicineNet. مؤرشف من الأصل في 2019-05-17. اطلع عليه بتاريخ 2016-03-12.
12. ↑  Grohol, J.M. (14 سبتمبر 2009). "Why Women (and Men!) Fake Orgasm". World of Psychology. مؤرشف من الأصل في 2017-09-29. (The actual study is not printed yet, until then there's no other resource on that.)
13. ↑   أليكس كيتس شولمان, "Sex and Power: Sexual Bases of Radical Feminism", Signs, Vol. 5, No. 4, Women: Sex and Sexuality. (Summer, 1980), pp. 590-604. نسخة محفوظة 20 أغسطس 2020 على موقع واي باك مشين.